# Osiedle Matejki (Wyszków)
Osiedle Matejki – osiedle w północno-wschodniej części Wyszkowa (województwo mazowieckie).